# Olof Gyllenborg
Graf Olof Gyllenborg (* 21. August 1676 in Stockholm; † 28. Mai 1737 in Nyköping) war ein schwedischer Politiker und Dichter.

## Leben
Olof Gyllenborg war der älteste Sohn (und das älteste von 14 Kindern) des schwedischen Grafen und Politikers Jakob Gyllenborg und Bruder des Staatsmanns Carl Gyllenborg. Er studierte an der Universität Uppsala und war dort 1696 rector illustris. 1696–98 hörte er Vorlesungen an ausländischen Hochschulen, so in Paris, wo er sich schwer verschuldete. 1698 wurde er königlicher Kammerherr und 1712 zum Richter von Västergötland ernannt. 1718 verwaltete er das Arboga län, zog sich aber bereits im nächsten Jahr wieder nach Västergötland zurück. 1725 wurde er Landeshauptmann des Älvsborgs län und schließlich 1733 Oberamtmann in Nyköping, wo er 1737 im Alter von 60 Jahren starb.
Gyllenbörg versuchte sich in der Schönen Literatur und hinterließ verschiedene Gedichte und Lieder, die in Carl Carlesons und Abraham Magni Sahlstedts Sammlungen, sowie der neuen, vollständigeren Per Hansellis enthalten sind. Diese zeichnen sich im Allgemeinen durch einen gefälligen Versbau und eine liebenswürdige Genialität aus. Er soll auch Liebesgedichte an die verwitwete Schwester des Königs,  Hedwig Sophia von Schleswig-Holstein-Gottorf, geschrieben haben. Der Geschmack der Zeit an moralisch-satirischen Witzblättern verleitete ihn endlich nach der Einstellung des von Olof von Dalin publizierten Then Swänska Argus („Der schwedische Argus“), 1735 eine neue ähnliche Zeitschrift Skuggan af den döda Argus („Schatten des toten Argus“) monatlich herauszugeben. Aber seine Arbeit blieb dem berühmten Vorgänger gegenüber sehr matt und nichtssagend. Gyllenborgs zarte lyrische Natur eignete sich nicht zu dem für ein solches Unternehmen notwendigen didaktischen Strafton, noch vermochte sein aus dem innersten Herzen kommender idealer Schaffensdrang zu bloßem äußeren Schmerz herabzusinken. Außerdem gab er heraus En gudfruktig och en ogudaktig menniskas olika tankar om evigheten („Eines gottesfürchtigen und gottlosen Menschen ungleiche Gedanken über die Ewigkeit“, 1709).